# Leipoldtia schultzei
Leipoldtia schultzei är en isörtsväxtart som först beskrevs av Schlechter och Diels, och fick sitt nu gällande namn av Hans Christian Friedrich. Leipoldtia schultzei ingår i släktet Leipoldtia och familjen isörtsväxter. Inga underarter finns listade i Catalogue of Life.